# M5 High-Speed Tractor
Der M5 High-Speed Tractor war ein US-amerikanischer Vollkettenartillerietraktor des Herstellers International Harvester aus den 1940er-Jahren, der bis in die 1960er-Jahre, auch bei der Bundeswehr als Vollkettenartillerietraktor M5A4, verwendet wurde. Das Fahrzeug wurde für das Ziehen von Artilleriegeschützen und Feldhaubitzen konzipiert.